# Bulla solida
Bulla solida is een slakkensoort uit de familie van de Bullidae. De wetenschappelijke naam van de soort is voor het eerst geldig gepubliceerd in 1791 door Johann Friedrich Gmelin.